# Criel-sur-Mer
 Criel-sur-Mer  es una población y comuna francesa, en la región de Alta Normandía, departamento de Sena Marítimo, en el distrito de Dieppe y cantón de Eu.

## Demografía
| 1769 | 1927 | 2108 | 2155 | 2452 | 2670 |
| Para los censos de 1962 a 1999 la población legal corresponde a la población sin duplicidades (Fuente: INSEE [Consultar]) |      |      |      |      |      |